# Semiothisa retectata
Semiothisa retectata är en fjärilsart som beskrevs av Walker 1862. Semiothisa retectata ingår i släktet Semiothisa och familjen mätare. Inga underarter finns listade i Catalogue of Life.